# Zone de protection marine du Gully
La zone de protection marine du Gully (anglais : The Gully Marine Protected Area) est une zone de protection marine du Canada située au large de la Nouvelle-Écosse. Cette aire protégée de 2 364 km2 créée en 2004 protège un canyon sous-marin de 65 km de long par 15 km de large.  La profondeur de celui-ci va de quelques dizaines de mètres à une profondeur maximale de 3 140 m, ce qui en fait l'aire protégée la plus profonde du pays.

## Géographie
Le Gully est située à 200 km au sud de la Nouvelle-Écosse, à l'est de l'île de Sable.  L'aire protégée comprend le canyon sous-marin ainsi que le plateau continental et la plaine abyssale adjacentes.  Le canyon lui-même est une entaille dans la plate-forme néo-écossaise.

## Milieu naturel
On retrouve dans le Gully 21 espèces de coraux, ce qui en fait la plus grande biodiversité du Canada Atlantique. On y retrouve une population de 130 individus de baleine à bec commune, population qui est considéré en voie de disparition par le comité sur la situation des espèces en péril au Canada.  En plus de la baleine à bec commune, 13 autres espèces de mammifères marin fréquentent le Gully.